# Opération Falcon Summit
Guerre d'Afghanistan

L’opération Falcon Summit est une opération canadienne qui dura du 15 décembre 2006 au mois de janvier 2007 dans le district de Panjwaye en Afghanistan.

## Contexte
En juillet et septembre-octobre 2006, les deux batailles de Panjwaye ont permis aux Canadiens de renforcer leurs positions dans ce district et sa vallée. Ils y ont entrepris la construction d'une route et des négociations avec les tribus locales pour travailler à la reconstruction de la vallée. Cependant, des attaques de la guérilla, notamment à l'aide de mines et d'engins piégés, montrent rapidement que les talibans présents dans le district n'ont pas désarmé. Vers la mi-décembre, de nombreux mouvements sont relevés dans les bases britanniques et canadiennes proches de Panjwaye laissant présager d'une offensive imminente de la FIAS
Dans les autres provinces du sud de l'Afghanistan se déroule simultanément l'opération Mountain Fury débutée depuis le 16 septembre 2006.

## L'opération
Le 19 décembre, après un barrage d'artillerie de 45 minutes, les Canadiens progressent en convois vers les environs du village de Howz-e-Madad. Les jours suivants, ils s'emparent de plusieurs autres villages. Les insurgés talibans n'opposent qu'une faible résistance. Petit à petit, malgré des champs de mines antichar qui gênent le déploiement des blindés canadiens, une poche contenant, selon les estimations de l'OTAN, 900 insurgés est formée. Le but est d'éloigner l'insurrection de la route construite par les Canadiens.
Les talibans commencent à s'échapper par les montagnes tandis que l'OTAN recherche les caches d'armes abandonnées. Quelques accrochages ponctuent ces mouvements, notamment le 5 janvier 2007, causant des pertes dans les rangs talibans mais aucune pour les forces afghanes et canadiennes.

## Pertes
La Coalition perd 7 soldats, essentiellement des blessés canadiens. Les pertes talibanes sont estimées entre 60 et 70 tués. Une vingtaine d'insurgés aurait aussi été arrêtée.

## Annexe